# Однокласники (фільм, 2010)
«Однокла́сники» (англ. Grown Ups) — американський комедійний фільм режисера Денніса Дугана виробництва компанії Happy Madison Productions Адама Сендлера і розповсюджуваного Columbia Pictures.

## Сюжет
П'ятеро шкільних друзів по команді — чемпіону школи з баскетболу, збираються разом на похоронах колишнього тренера з баскетболу і вирішують провести разом вихідні на День Незалежності — та чи вийде з цього щось серйозне, адже пройшло цілих тридцять років відтоді, як вони сиділи за партами.

## В ролях
- Адам Сендлер — Ленні Федер
- Сальма Хаєк — Роксана Чес-Федер
- Роб Шнайдер — Роб Хіллард
- Кріс Рок — Курт МакКензі
- Кевін Джеймс — Ерік Ламонсоф
- Девід Спейд — Марк Хіґґінс
- Марія Белло — Саллі Ламонсоф
- Майя Рудольф — Денні МакКензі
- Джойс Ван Паттен — Глорія (четверта жінка Роба)
- Стів Бушемі — Вайлі
- Джемі Чунг — Ембер (донька Роба)
- Джейк Голдберг — Грег Федер (старший син Ленні і Роксани)

## Сприйняття

### Критика
Фільм отримав протилежні відгуки від критиків і глядачів: Rotten Tomatoes дав оцінку 10 % (середня оцінка 3,35/10) на основі 167 відгуків від критиків, які назвали фільм «банальною комедією» і «кіносміттям», а оцінка стрічки від глядачів на сайті Rotten Tomatoes — 62% із середньою оцінкою 3,59/5 (270 848 голосів).

### Касові збори
Незважаючи на негативні відгуки критиків «Однокласники» зібрали 162 млн $ в США і 109,4 млн $ на міжнародному ринку при бюджеті 80 млн $, що стало великим успіхом і причиною знімання сиквелу «Однокласники 2».

### Номінації та нагороди
| Нагороди та номінації фільму «Однокласники» | Нагороди та номінації фільму «Однокласники» | Нагороди та номінації фільму «Однокласники» | Нагороди та номінації фільму «Однокласники» | Нагороди та номінації фільму «Однокласники» | Нагороди та номінації фільму «Однокласники» |
| Рік                                         | Кінофестиваль/кінопремія                    | Категорія/нагорода                          | Номінант                                    | Результат                                   |                                             |
| ------------------------------------------- | ------------------------------------------- | ------------------------------------------- | ------------------------------------------- | ------------------------------------------- | ------------------------------------------- |
| 2010                                        | «Золота малина»                             | Найгірша чоловіча роль другого плану        | Роб Шнайдер                                 | Номінація                                   |                                             |

## Цікаві факти
- 4 поні на карнавалі це: Діско, Тіджей, Тігра і Дабл-ап, які живуть на фермі мисливців, в Гровеленді.
- Флешбек баскетбольного матчу був знятий в Санкт Гантінгтон, Бостон.